# Пуерто-Рико
Пуе́рто-Ри́ко (англ. і ісп. Puerto Rico; таїно Boriken) — територія, що перебуває на правах самоуправління під юрисдикцією США й має статус «неприєднаної упорядкованої території» (unincorporated organized territory), що означає, що ця територія не є невіддільною частиною США. Крім того що верховна влада належить Конгресу США, дія Конституції США у Пуерто-Рико обмежена. Розташована у Вест-Індії, на острові Пуерто-Рико з групи Великих Антильських островів (що відділяють Карибське море від Мексиканської затоки й Атлантичного океану) й низці прилеглих малих островів. Населення території становить 3 994 259 осіб (оцінка станом на 2007 рік), площа — 9 104 км².
Пуерто-Рико має власну конституцію, законодавчу, виконавчу й судову гілки влади. Зв'язок із США полягає в наявності спільного громадянства, валюти й оборони. Через відсутність чіткої законодавчої бази щодо статусу території це питання активно обговорюється на самому острові, у США та в ООН.

## Назва
- Пуе́рто-Ри́ко, або Пуе́рто-Рі́ко (англ. і ісп. Puerto Rico) — коротка назва.
- Вільно асоційована держава Пуе́рто-Ри́ко (ісп. Estado Libre Asociado de Puerto Rico, англ. Free Associated State of Puerto Rico, англ. Commonwealth of Puerto Rico) — офіційна назва

## Географія

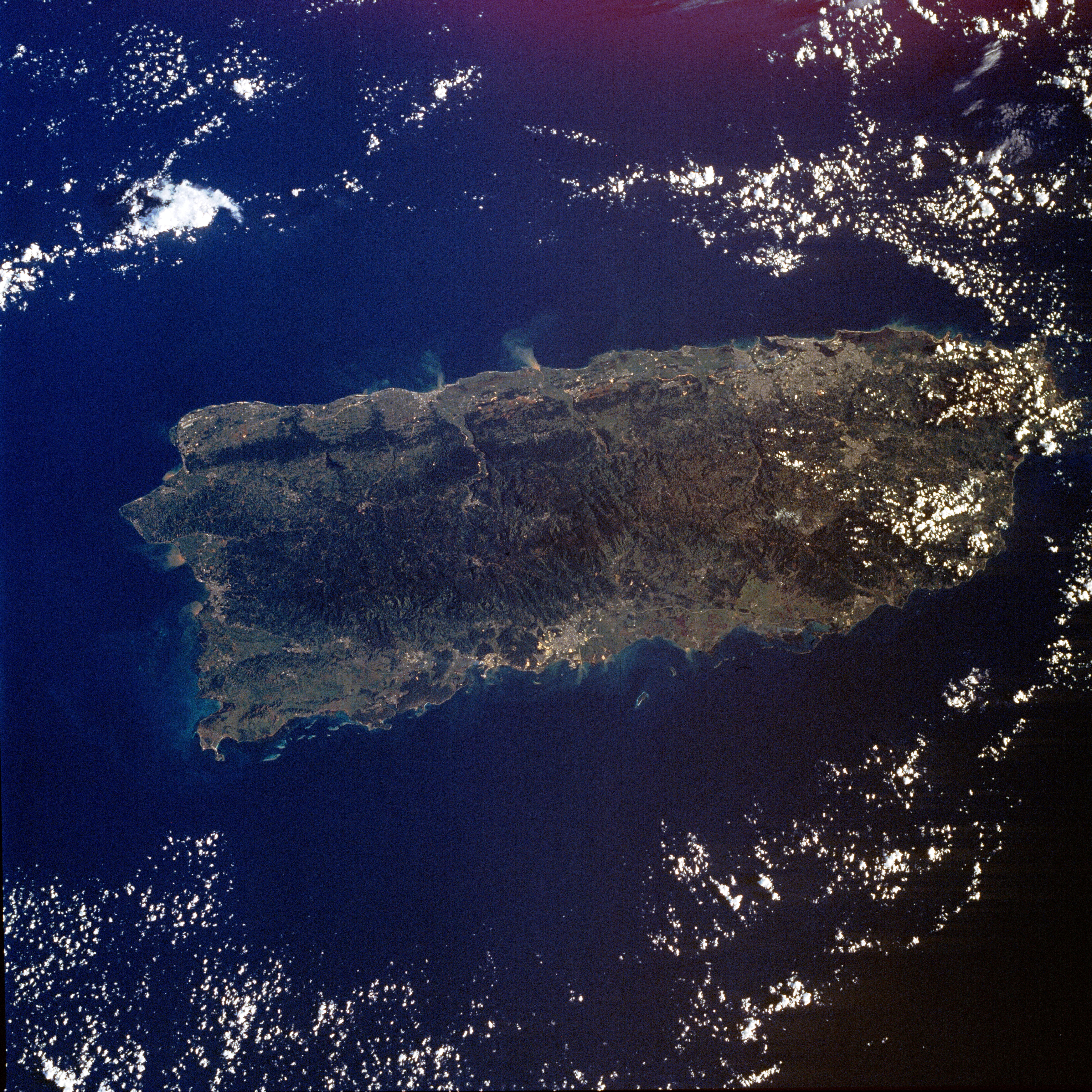
Фото Пуерто-Рико з космосу

Автономна республіка Пуерто-Рико розташована на північно-східних Карибських островах (між Атлантичним океаном та Карибським морем). Найбільші з них — острови В'єкес, Кулебра, Мона, Десечео, Каха де Муертос тощо.
Головний острів, Пуерто-Рико — крайній східний острів Великих Антильських островів, розташований між Американськими Віргінськими островами та Домініканською Республікою, за 120 км на схід від острова Гаїті, від якого відділений протокою Мона. Розмір: 170 км x 60 км; населення: понад 4 мільйони мешканців.
Клімат тропічний морський, м'який, без помітних сезонних температурних коливань.
Періодичні посухи та буревії. Сезон буревіїв — з травня до листопада.
Терен головним чином горбкуватий з береговою смугою рівнин на півночі; урвисті гори на західному узбережжі; загалом піщаний положистий морський берег.
Основні природні багатства: мідь, нікель, є потенціал для видобутку нафти.

## Історія

### Доколумбівський період
Історія Пуерто-Рико в період до прибуття на цю землю Христофора Колумба до кінця не вивчена. Все, що відомо про неї, прийшло з археологічних розкопок і усних розповідей перших іспанських мандрівників. Перша книга, що всесторонньо описує історію Пуерто-Рико, була написана братом Ін'їго Ласьєррою (ісп. Fray Iñigo Abbad y Lasierra) в 1786 році, через 293 роки після першого відвідування цього острова іспанцями.

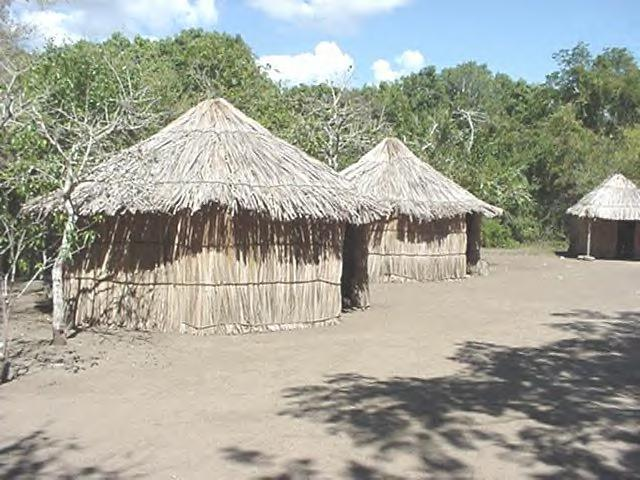
Селище таїно в Церемоніальному Центрі Племен

Першими поселенцями Пуерто-Рико були ортоїроїди (англ. Ortoiroids), представники стародавньої культури. Розкопки, проведені в 1990 році, знайшли залишки первісної людини, вік якої датувався приблизно 2000 роком до нашої ери (4000 років тому). Залишки назвали «людина Пуерто Ферро» (англ. Puerto Ferro man). В період між 120 і 400 роками нашої ери на острів прибули представники індіанського племені ігнері (англ. Igneri) з району річки Оріноко в Південній Америці. Між VII та XI століттями острів стали заселяти представники аравакських племен, що заснували культуру таїно, представники якої називали острів «БорІк'вен» або «Борінк'уен», і приблизно до 1000 року ця культура стала домінувати на острові, аж до прибуття Колумба в 1493 році.

### Період іспанської колонізації
Христофор Колумб висадився на острові 19 листопада 1493 року під час своєї другої подорожі до берегів Америки. Спочатку іспанці назвали острів Сан-Хуан-Баутіста на честь святого Іоанна Хрестителя, але кінець кінцем острів дістав назву Пуерто-Рико, що в перекладі означає «багатий порт». Колонізація острова іспанцями почалася в 1508 році, коли з Санто-Домінго (острів Гаїті) прибув із загоном конкістадорів Хуан Понсе де Леон (ісп. Juan Ponce de León), який заснував місто Капарра. Капарра — головний порт Пуерто-Рико. Назва Сан-Хуан прийшла дещо пізніше (в 1521 році) до столиці території та до невеликого острова «Старий Сан-Хуан» (англ. Old San Juan), що нині є частиною столиці. Після завоювання острова та його анексії Іспанією в 1509 році Хуан Понсе де Леон став першим губернатором острова (Вісенте Яньєс Пінсон був призначений першим губернатором, але на острів так і не прибув).
З назвою держави і його столицею пов'язаний географічний курйоз. Острів спочатку був названий в традиціях іспанських колонізаторів Сан-Хуан на честь християнського святого. Столиця, відповідно, дістала ім'я Пуерто-Рико (Багатий порт), але згодом картографи «переплутали» назви.

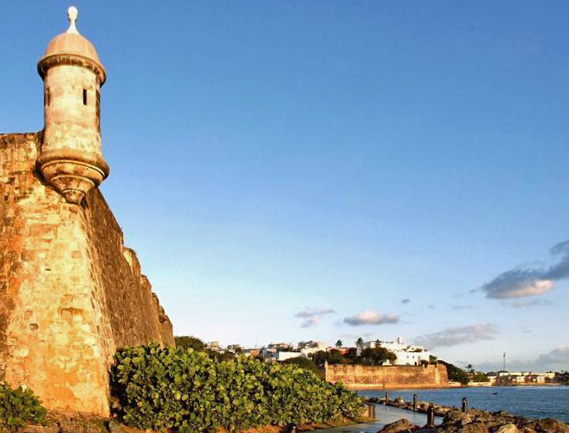
Форт Сан-Феліпе-дель-Морро

Острів незабаром був колонізований іспанцями. До острова почали завозитися африканські раби як безкоштовна робоча сила замість індіанського населення, що швидко зменшувалося через хвороби та примус працювати на іспанську корону. Врешті-решт, таїно повністю вимерли внаслідок хвороб, які принесли з собою іспанці й африканці, а також від важких умов життя, в яких вони опинилися. Пуерто-Рико швидко став важливою фортецею і портом іспанської імперії в Карибському морі. Проте в кінці XVII—XVIII століть в центрі колонізації опинилися більш процвітаючі території материка, а не острів, збіднілий унаслідок скорочення чисельності населення. Після вичерпання покладів золота (остаточно в 1830 році) іспанці зосередили свою увагу на плантаціях цукрової тростини. Ще у XVIII столітті на острів завезли каву.
Економічному процвітанню перешкоджали пірати. Для захисту від них та від загрози з боку європейських ворогів Іспанії на острові поступово виникли різні форти та фортеці, такі як Ла-Форталеса (ісп. La Fortaleza), Фуерте-Сан-Філіпе-дель-Морро (ісп. Fuerte San Felipe del Morro) і Сан-Крісто́баль (ісп. Fuerte San Cristóbal), мури яких збереглися дотепер. Французи, голландці та англійці неодноразово робили спроби захопити Пуерто-Рико, але зазнали поразки в спробах тривалої окупації острова.
У 1809 році, коли війська Наполеона I окупували значну частину Піренейського півострова, і була у розпалі Перша іспанська революція, збори тимчасового уряду в іспанському місті Кадіс оголосили Пуерто-Рико заморською провінцією Іспанії з правом представництва при іспанському дворі. Перший представник острова в Кадіських кортесах Рамон Повер-і-Гіральт (ісп. Ramón Power у Giralt) помер незабаром після прибуття до Іспанії. З ухваленням Кадіської конституції 1812 року, коли іспанські території були розділені на провінції, пуерториканцям дарували умовне громадянство.

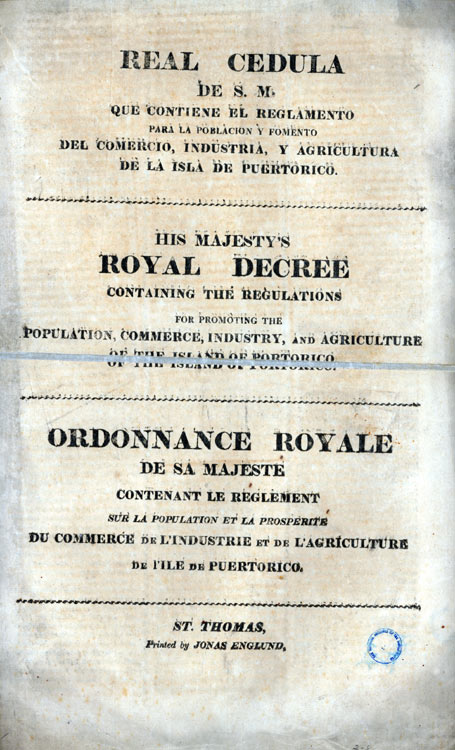
Королівський Декрет 1815 року, що дозволяв іноземцям селитися в Пуерто-Рико.

10 серпня 1815 року в Іспанії був виданий королівський декрет, що заохочував іспанців і інших європейців, лояльних до іспанської корони та римсько-католицької церкви, селитися на острові, що відкрило Пуерто-Рико шлях до торгових стосунків з іншими країнами. Це був початок зростання аграрної економіки острова, де цукор, тютюн і кава стали основними продуктами експорту. Острів почали заселяти іммігранти з Німеччини, Корсики, Ірландії, Франції, Португалії і Канарських островів, що рятувалися від важких економічних потрясінь в Європі і яких привертала можливістю вільного в'їзду на острів. Проте ці невеликі послаблення і права були незабаром скасовано. Після повалення Наполеона до Іспанії повернулася абсолютна монархія, яка скасувала Кадіську конституцію і повернула Пуерто-Рико статус колонії, де безмежно панували іспанські монархи.
25 червня 1835 року дружина іспанського короля Фердинанда VII Марія Крістина, у цей момент регентка Іспанії (1833—1840), скасувала торгівлю рабинями в іспанських колоніях. У 1851 році губернатор острова Хуан де-ла-Песуела-Севальос (ісп. Juan de la Pezuela Cevallos) заснував на острові Королівську академію витончених мистецтв, яка давала освіту шкільним вчителям, розробляла методику викладання, і влаштовувала літературні конкурси, які сприяли інтелектуальному і літературному розвитку острова. У 1858 році Семюел Морзе встановив в місті Арройо (ісп. Arroyo) перший на острові телеграфний апарат.
Життя в Пуерто-Рико в другій половині XIX століття відбувалося на тлі боротьби за автономію. Перепис 1860 року показав, що населення острова склало 583 308 осіб. З них 300 406 (51,5 %) осіб становило біле населення, решта належала до інших рас, переважно нащадків африканських рабів. З них переважна більшість (83,7 %) належала до бідних прошарків. Аграрний розвиток острова гальмувався нестачею доріг, примітивністю знарядь праці та стихійними лихами, такими як посуха. Економіка також страждала від високих тарифів і податків, встановлених іспанською королівською владою. 23 вересня 1868 року в місті Ларес (ісп. Lares) спалахнуло повстання за незалежність, відоме як «El Grito de Lares» (Плач Лареса), яке незабаром було придушене. Вожді цього повстання Рамон Еметеріо Бетансес (ісп. Ramón Emeterio Betances) і Сегундо Руїс Белвіс (ісп. Segundo Ruiz Belvis) в сучасному Пуерто-Рико вважаються батьками пуерто-риканської нації. В 1873 році нова конституція Іспанії дозволила представникам Пуерто-Рико ввійти до іспанського парламенту.
Пізніше виник політичний рух за незалежність під керівництвом Романа Бальдоріоті де Кастро (ісп. Ramón Baldorioty de Castro), а в кінці століття рух під керівництвом Луіса Муньоса Рівери (ісп. Luis Muñoz Rivera). У 1897 році Муньос Рівера з соратниками виступили перед ліберальним іспанським урядом за надання автономії для Куби й Пуерто-Рико. У наступному, 1898 році, на короткий період було оголошено автономний уряд. Хартія автономії була підзвітна губернаторові острова, що призначається Іспанією. Губернатор мав право анулювати будь-яке рішення місцевої влади та брав участь у виборах парламенту.

### Період американського правління
1898 — після початку іспано-американської війни американці окупували Пуерто-Рико. Після її закінчення, за Паризьким пактом, країну передали США.
1952 — країна набула статус «вільно приєднаної до США країни» з внутрішнім самоврядуванням.
2012 — у країні відбувся референдум з питання входження Пуерто-Рико до складу США як 51 штату

### Приєднання до США
У 2000 році за розпорядженням президента Білла Клінтона була створена президентська робоча група зі статусу Пуерто-Рико (англ. Presidents Task Force on Puerto Rico's Status). У своїй доповіді робоча група підтвердила поточний статус і рекомендувала надати громадянам острова право на самовизначення. Передбачається, що в рамках цієї процедури пуерториканці виберуть один з трьох варіантів: закріплення поточного статусу, входження в США на правах штату або здобуття незалежності. Відповідний законопроєкт внесений на розгляд Конгресу.
У 2012 році був проведений референдум про політичний статус, який пройшов у два етапи. На першому етапі жителі висловилися за зміну політичного статусу архіпелагу. За це проголосували 54 відсотків виборців. На другому етапі пуерториканці вибирали новий політичний устрій.
6 листопада 2012 — на другому етапі референдуму — перетворення Пуерто-Рико в 51-й штат США підтримало 65 відсотків виборців, 31 відсотка проголосували за надання архіпелагу статусу суверенної асоційованої держави в союзі з США. Тільки 4 відсотки підтримали повну незалежність. За іншими даними, 61,15 % населення проголосували за приєднання до США, 33,31 % — за додання архіпелагу статусу суверенної асоційованої держави в союзі з США, і 5,53 % проголосували за незалежність.Для остаточного включення Пуерто-Рико до складу Сполучених Штатів необхідно рішення Конгресу.
На рекомендаційному референдумі 11 червня 2017 р., в якому взяли участь 23 % жителів Пуерто-Рико, які мають право голосу, близько 97 % з півмільйона тих, хто проголосував віддали голоси за входження до складу США. За збереження статус-кво і проведення ще одного референдуму висловилися по 1,5 % тих, хто голосував.
На референдумі 2020 року 53% пуерториканців проголосували за те, щоб острів став штатом..
6 червня 2023 року був проведений ще один значущий крок - представлено двопартійний законопроєкт про самовизначення Пуерто-Рико (Puerto Rico Status Act).  Станом на 2024 рік питання остаточного статусу Пуерто-Рико залишається невирішеним, хоча дебати та законодавчі ініціативи щодо цього питання тривають у Конгресі США. У жотвні 2024 року палата представників США прийняла законопроект, який дозволить пуерториканцям голосувати на першому обов’язковому референдумі за приєднання до США як 51-го штату або отримання незалежності. Законопроєкт, названий "Актом про статус Пуерто-Рико", був підтриманий Білим домом і пройшов двопартійним голосуванням 233 проти 191 (216 демократів і 16 республіканців проголосували "за"). На відміну від попередніх семи референдумів, результати цього будуть обов'язковими до виконання. Виборцям запропонують три варіанти: статус штату, повна незалежність або незалежність зі збереженням деяких зв'язків зі США.

## Адміністративний устрій країни
Як «неінкорпорована організована територія» Сполучених Штатів, Пуерто-Рико не має адміністративного поділу першого порядку, як це визначено урядом США, але в адміністративному поділі другого рівня є 78 муніципалітетів, які в статистичних цілях прирівнюються до округів США. Муніципалітети далі поділяються на барріу (райони), а ті на сектори. У кожного муніципалітету є міський голова та муніципальний законодавчий орган, який обирається на 4 роки.

### Муніципалітети Пуерто-Рико
| 1. Агуада 2. Агуаділья 3. Агуас-Буенас 4. Адхунтас 5. Айбоніто 6. Аньяско 7. Аресібо 8. Арройо 9. Атільйо 10.Барранкітас 11.Барселонета 12.Баямон 13.В'єкес 14.Вега-Альта 15.Вега-Баха 16.Вільяльба 17.Гвайнабо 18.Гваніка 19.Гваяма 20.Гваянілья | 21.Гурабо 22.Дорадо 23.Ісабела 24.Кабо-Рохо 25.Кагуас 26.Каєй 27.Камуй 28.Канованас 29.Кароліна 30.Катаньйо 31.Кебрадільяс 32.Коамо 33.Комеріо 34.Коросаль 35.Кулебра 36.Ларес 37.Лас-Маріас 38.Лас-П'єдрас 39.Лахас 40.Лоїса | 41.Лукільйо 42.Манаті 43.Марікао 44.Маунабо 45.Маягуес 46.Мока 47.Моровіс 48.Нагуабо 49.Наранхіто 50.Ормігерос 51.Ороковіс 52.Патільяс 53.Пеньюелас 54.Понсе 55.Рінкон 56.Ріо-Гранде 57.Сабана-Гранде 58.Салінас 59.Сан-Лоренсо 60.Сан-Себастьян | 61.Сан-Херман 62.Сан-Хуан 63.Санта-Ісабель 64.Сейба 65.Сіалес 66.Сідра 67.Тоа-Альта 68.Тоа-Баха 69.Трухільйо-Альто 70.Умакао 71.Утуадо 72.Фахардо 73.Флорида 74.Хаюя 75.Хуана-Діас 76.Хункос 77.Ябукоа 78.Яуко | Сан-Хуан Агуада Агуаділья 3 4 5 6 Аресібо ⎪ Арройо 9 10 ⎪ Барселонета 12 о. В'єкес ⎪ Вега- · Альта 15 16 17 ⎪ Гваніка 19 20 21 22 23 Кабо-Рохо 25 Каєй 27 28 29 ⎪ Ката- · ньйо ⎪ Кебрадільяс Коамо 33 34 о. Кулебра 36 37 38 Лахас 40 ⎪ Лукільйо 42 Марікао ⎪ Маунабо Маягуес 46 47 48 49 50 51 52 ⎪ Пеньюелас Понсе Рінкон 56 57 58 59 60 61 62 63 Сейба 65 Сідра 67 68 69 Умакао Утуадо Фахардо 73 74 75 76 Ябукоа Яуко АТЛАНТИЧНИЙ ОКЕАН КАРИБСЬКЕ МОРЕ о. Пуерто-Рико о. Мона о. Десечео о. Кая-де- · Муертос · Мапа муніципалітетів Пуерто-Рико, 2009 |

## Населення
| Расовий і етнічний розклад в Пуерто-Ріко (перепис 2020) | Расовий і етнічний розклад в Пуерто-Ріко (перепис 2020) | Расовий і етнічний розклад в Пуерто-Ріко (перепис 2020) | Расовий і етнічний розклад в Пуерто-Ріко (перепис 2020) | Расовий і етнічний розклад в Пуерто-Ріко (перепис 2020) |
| ------------------------------------------------------- | ------------------------------------------------------- | ------------------------------------------------------- | ------------------------------------------------------- | ------------------------------------------------------- |
| Расова / етнічна приналежність                          |                                                         |                                                         |                                                         |                                                         |
| Білі                                                    | Білі                                                    |                                                         | 17.1%                                                   | 17.1%                                                   |
| Чорні                                                   | Чорні                                                   |                                                         | 7.0%                                                    | 7.0%                                                    |
| Азіати                                                  | Азіати                                                  |                                                         | 0.1%                                                    | 0.1%                                                    |
| Дві чи більше раси                                      | Дві чи більше раси                                      |                                                         | 49.8%                                                   | 49.8%                                                   |
| Американські індіанці                                   | Американські індіанці                                   |                                                         | 0.5%                                                    | 0.5%                                                    |
| Корінні гавайці та інші острів'яни Тихого океану        | Корінні гавайці та інші острів'яни Тихого океану        |                                                         | 0.0%                                                    | 0.0%                                                    |
| Інші раси                                               | Інші раси                                               |                                                         | 25.5%                                                   | 25.5%                                                   |

Населення Пуерто-Ріко згідно з переписом 2020 року становить 3 285 874, що на 11,8% менше ніж згідно з переписом 2010 року

## Політика
Столиця — місто Сан-Хуан, розташоване на північному узбережжі головного острова (430 тисяч населення). Інші міста: Майагуєс, Понсе. Державні мови: іспанська та англійська.
Найпоширеніша релігія — католицизм.
Чинна конституція була затверджена 3 березня 1952 року, схвалена конгресом США 3 липня 1952 року, набула чинності 25 липня 1952 року.
Згідно з конституцією 1952 року губернатор обирається на 4 роки; законодавчі органи сенат і палата представників (аналогічно до США).
Виконавчі органи країни: президент США Дональд Трамп, голова уряду губернатор Анібал Асеведо-Віла (з січня 2005 року).
Кабінет призначає губернатор за згодою законодавчої влади. Губернатор обирається народним голосуванням на 4-річний період.
Законодавчі органи: двопалатна Законодавча Асамблея складається зі Сенату (мінімум 27 членів, обраних народним голосуванням на 4-річний термін) та Палати Представників (51 член, обраних народним голосуванням на 4-річний термін).
Судова система: Верховний суд, Апеляційний суд та Суд Першої Інстанції, який має в собі Верхній Суд і Муніципальний Суд. Всіх суддів призначає губернатор з дозволу Сенату.
Країна поділена на 78 муніципалітетів (самоврядних районів; municipios, в однині — municipio)

### Протести 2019 року
Наприкінці липня 2019 року в країні розгорілись масові протести проти чинної влади. Мітингувальники вимагають відставки губернатора країни. В місті Сан-Хуан в протестах беруть участь понад 200 тис. осіб. Протести почалися після того, як було опубліковано електронне листування губернатора Рікардо Росселлі, де той у зневажливій формі відгукувався про місцевого жителя, з яким робив фото. Політик вживав нецензурну лексику й вульгарні вирази щодо жінки-політика в Нью-Йорку та до співака Рікі Мартіна.

### Політичні партії
- Партія незалежності Пуерто-Рико (англ. Puerto Rican Independence Party (PIP))
- Народно-демократична партія Пуерто-Рико (англ. Popular Democratic Party of Puerto Rico (PPD))
- Нова прогресивна партія (англ. New Progressive Party (NPP))

## Релігія
- Католицька церква в Пуерто-Рико

## Економіка
На початку 1900-х років економіка Пуерто-Рико була переважно аграрною, і її основним товаром був цукор. Наприкінці 1940-х років було запущено кілька проєктів під назвою «Operation Bootstrap», суть яких полягала у звільненні від податків і будівництві фабрик. В результаті промислове виробництво стало основною галуззю острова.
За часів Великої депресії економічні умови в Пуерто-Рико помітно покращилися через зовнішні інвестиції в капіталомісткі галузі промисловості, такі як нафтохімія та фармацевтика. Завдяки американським податковим послабленням місцеві галузі промисловості сьогодні можуть конкурувати з країнами, де зарплата набагато нижче американських стандартів. В останні роки багато американських і закордонні виробники перебралися в низькооплачувані країни Латинської Америки та Азії. Пуерто-Рико дотримується трудового законодавства США і його обмежень.
Туризм є важливим компонентом пуерто-риканської економіки та приносить приблизно $1,8 млрд на рік. У 1999 році острів відвідало майже 5 млн туристів, здебільшого з США. Приблизно третина з них становлять пасажири круїзних лайнерів. Розвиваються різні види туризму, такі як пляжний, екотуризм, спортивний, пригодницький, гастрономічний та інші. Постійно збільшується кількість реєстрацій в готелях (статистика з 1998 року), будуються нові готелі та інші центри туризму, що говорить про хороший стан індустрії туризму.

## Транспорт
Залізниця протяжністю 96 км, була прокладена для обслуговування плантацій цукрової тростини. На острові 9 морських портів (головні з них — Сан-Хуан, Маягуес, Понсе), два міжнародні аеропорти — в Сан-Хуані та Агуаділья. Основний зовнішньоторговельний партнер — США (понад 70 % експорту і 50 % імпорту), крім них з Пуерто-Рико активно торгують Японія, Венесуела, Домініканська республіка. Не зважаючи на активне сальдо зовнішньої торгівлі, Пуерто-Рико має багатомільярдні зовнішні борги. У країні добре розвинена туристична сфера, за рік острів відвідують майже два мільйони туристів (три чверті з них американці, решта — з Канади, Іспанії, Домініканської республіки, Венесуели, Мексики). Як грошову одиницю на Пуерто-Рико використовують долар США.

## Фотографії

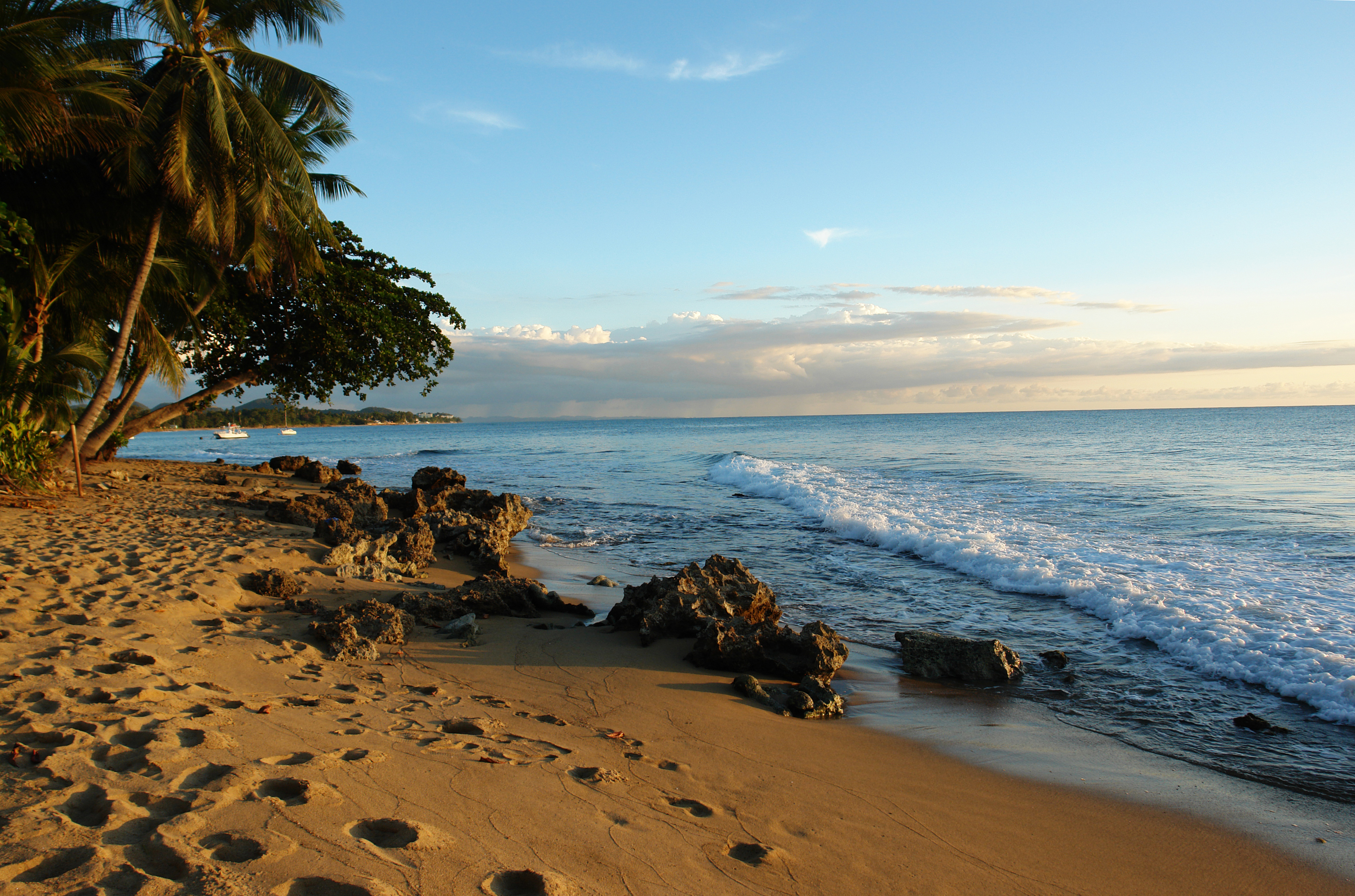
Пляж в Пуерто-Рико
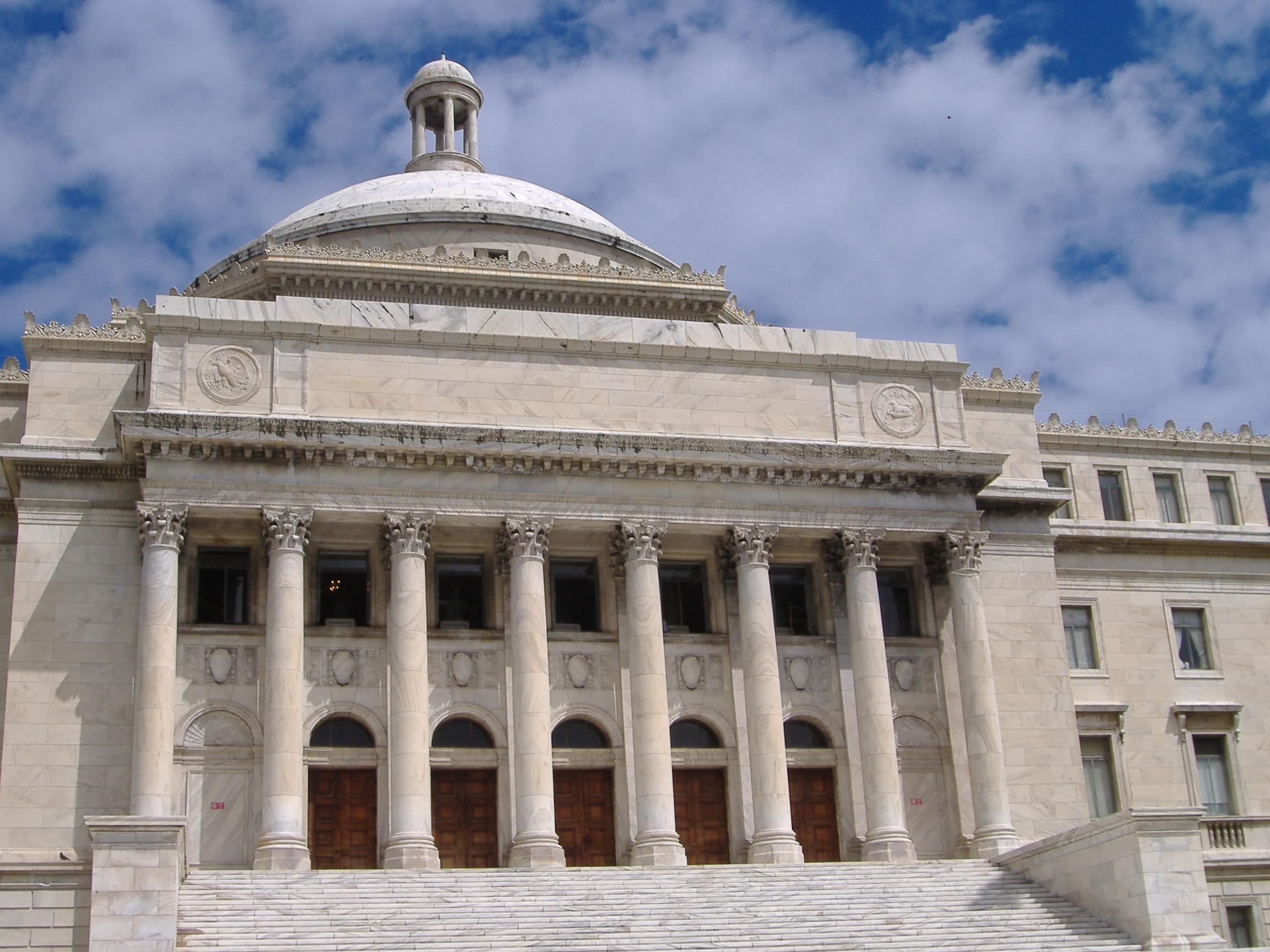
Капітолій Пуерто-Рико, м. Сан-Хуан.
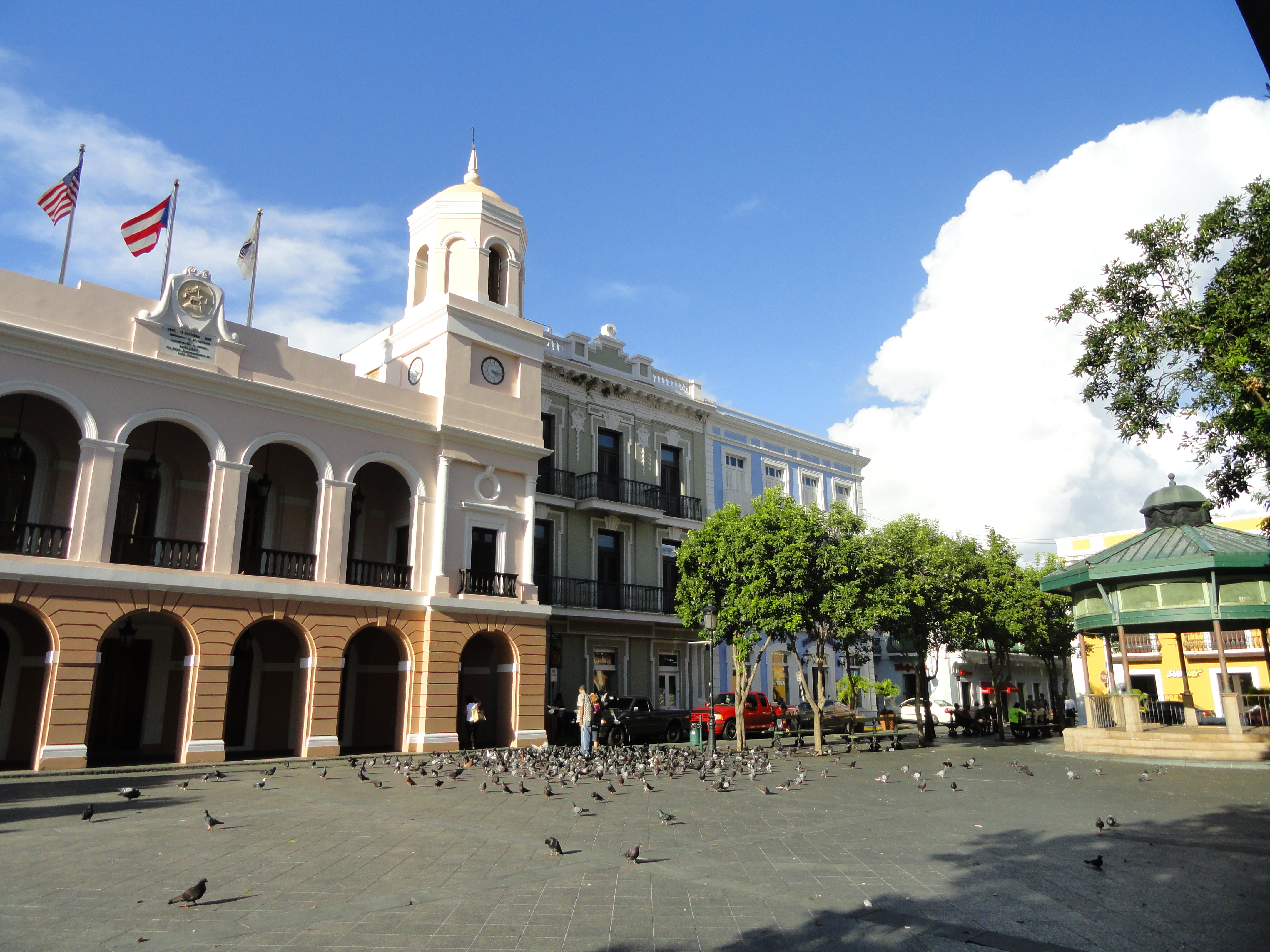
Будинки на площі de Armas, м. Сан-Хуан.
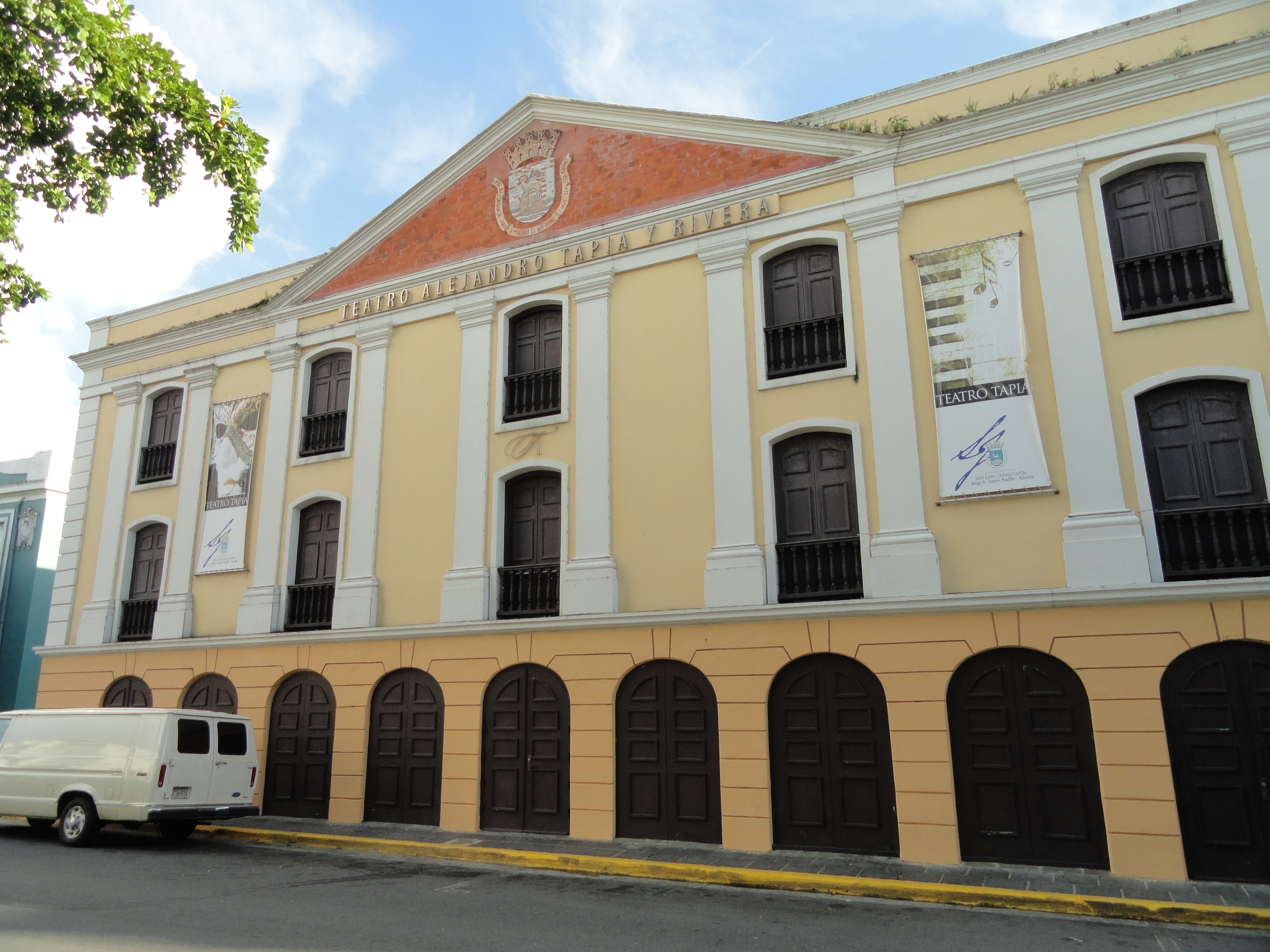
Театр Tapia, м. Сан-Хуан.